# El Desván del Duende
El Desván del Duende fue un grupo español, originario de Extremadura. Su música se caracterizó por una marcada fusión de estilos y temáticas, dando cabida en sus letras a una reconocible carga de poesía, surrealismo y crítica social.
Su fama empezó en el año 2006, gracias al tema Macetas de colores, elegido canción oficial de Cáceres 2016 como candidata a la Capitalidad de la Cultura Europea, en colaboración con el grupo andaluz Los Delinqüentes. Esto les supuso la grabación de su primer disco Eres buena gente y el nombramiento como grupo revelación de la música extremeña, siguiendo la estela de otros artistas de similar origen, como Tam Tam Go, Bebe o Extremoduro.

## Historia
El grupo empieza a formarse en Badajoz, en el año 2002. José Manuel Díez (voz solista y principal compositor), Miguel Vivas (guitarra rítmica), Antonio Rumbakey (percusiones) y Jorge Solana (guitarra) se conocen años antes como compañeros de clase en la facultad de Ciencias Ambientales, y dan forma a su primera maqueta, formada por 14 temas, de la que destacan las primeras versiones de temas como A volar, Son del sur o Manos abiertas. Más tarde destacarían canciones como Nudo marinero o Sin vértigo, y comienzan su primera gira nacional, Macetas de Colores, con más de 150 conciertos por toda España y Portugal, participando en festivales de renombre como Extremúsika o WOMAD. 
El 31 de julio de 2007, se incorporan al grupo dos nuevos componentes: Carlos Jerez (bajo) y Guadalupe Delicado (coros), y tras rechazar la oferta de varias discográficas, sale a la calle su primer disco: Eres Buena Gente, autoproducido bajo el sello La Cueva Records. En el disco destacan canciones como A volar, Mineapolis o Macetas de colores, y las colaboraciones de artistas como Lichis (La Cabra Mecánica) y Los Delinqüentes. Además siguen participando en festivales de prestigio como el Espantapitas o el Cruilla de Cultures. 
Durante los años 2008 y 2009 ruedan con su segunda gira nacional, Gira Pon Dudú, y se incorporan a la formación en directo dos nuevos componentes: Sito Agudo (percusión latina) y Joaquín de la Montaña (saxo y flauta travesera), participando en importantes festivales como el Vicar Proyect, Rumbalibre o Play! y publicando, el 14 de septiembre de 2009, su segundo trabajo discográfico, editado por BOA Records, titulado Increíble, pero cierto. El disco entra en lista AFYVE como uno de los 40 grupos más vendidos de España y el segundo (después de Ojos de brujo) más vendido en las listas independientes durante la semana de su lanzamiento.
Entre los años 2010 y 2011 culminan su tercera gira, Suki Tour, con participación en algunos de los festivales más importantes de España y Portugal como EnVivo, Viñarock, Vich o La Raya Festival. En este tiempo compartirán escenario con grupos tan dispares como Manu Chao, UB 40, Andrés Calamaro, Coti, La Excepción, Muchachito Bombo Infierno, Mikel Erentxun, Sargento García, Albert Pla o Pereza, demostrando el eclecticismo del alcance de su música.
El 17 de enero de 2012 publican su tercer disco, Besos de cabra, editado por BMG Music y distribuido para toda España por Sony Music, con la colaboración de amigos como Los Delinqüentes, el rapero El Langui o El Puchero del Hortelano. Y son escogidos para dar el pregón del Carnaval de Badajoz de ese mismo año, fiesta de interés turístico internacional, a la que le dedicarán uno de sus temas más reconocidos, Calle de Badajoz. Además, reciben de manos de la Reina Letizia el premio nacional FEDER a la labor social por el proyecto Si se quiere se puede
A lo largo de los años 2012 y 2013 ruedan con la que termina por ser su última gira Con Cabras y a lo Loco Tour, participando en nuevos festivales de carácter internacional como Alter do Chao o Arenal Sound, y alcanzando el lleno en algunas de las salas más importantes del país, como Sala Caracol (Madrid), Apolo (Barcelona) o Malandar (Sevilla).
A finales de 2013 empiezan a producir el que será su cuarto disco, un álbum doble conmemorativo de sus 10 años de escenarios con la participación de amigos como Kiko Veneno, India Martínez, Kutxi Romero, Los Delinqüentes o La Pegatina. El disco se graba, pero no llegará a editarse. En octubre el grupo, a excepción del cantante, continúa bajo el nombre de Diván du Don. El vocalista José Manuel Díez continúa también en solitario bajo el sobrenombre de Duende Josele.

## Discografía
| Año de publicación | Título                 | Discográfica     |
| 2004               | Primera Maqueta        | Sin sello        |
| 2006               | Segunda Maqueta        | Sin sello        |
| 2007               | Eres buena gente       | La Cueva Records |
| 2009               | Increíble, pero cierto | BOA Music.       |
| 2012               | Besos de cabra         | BMG Music.       |

1. ↑  «El Desván del Duende, pregoneros de 2012». Archivado desde el original el 26 de junio de 2012. Consultado el 17 de enero de 2012.
2. ↑  El Desván del Duende, canción oficial de las Selección Paralímpica en las Olimpiadas de Londres 2012
3. ↑  De El Desván del Duende surge Diván du Don
4. ↑  José Manuel Díez se transforma en Duende Josele